# Регентский университет
Регентский университет (англ. Regent University) — частный университет, расположенный в Вирджиния-Бич, штат Виргиния, США. Основан в 1978 году телепроповедником Пэтом Робертсоном при содействии Телекомпании CBN под названием Университет CBN (CBN University), в 1990 году университет получил современное название.
Занимается подготовкой «христианских руководителей», свою миссию университет формулирует как «трансформация общества через компетентное, высокопрофессиональное христианское лидерство». Обучение ведётся по направлениям: современные средства связи и искусство, бизнес, юриспруденция, богословие, образование, государственные отношения и общественное лидерство.
По данным университета, около 150 его выпускников перешли на работу в федеральное правительство после победы на президентских выборах в 2001 году Джорджа Буша, которого поддерживал Пэт Робертсон.